# Sorihuela del Guadalimar
Sorihuela del Guadalimar is een gemeente in de Spaanse provincie Jaén in de regio Andalusië met een oppervlakte van 55 km². Sorihuela del Guadalimar telt 1.196 inwoners (1 januari 2016).